# Józef Ostrowski (regent)

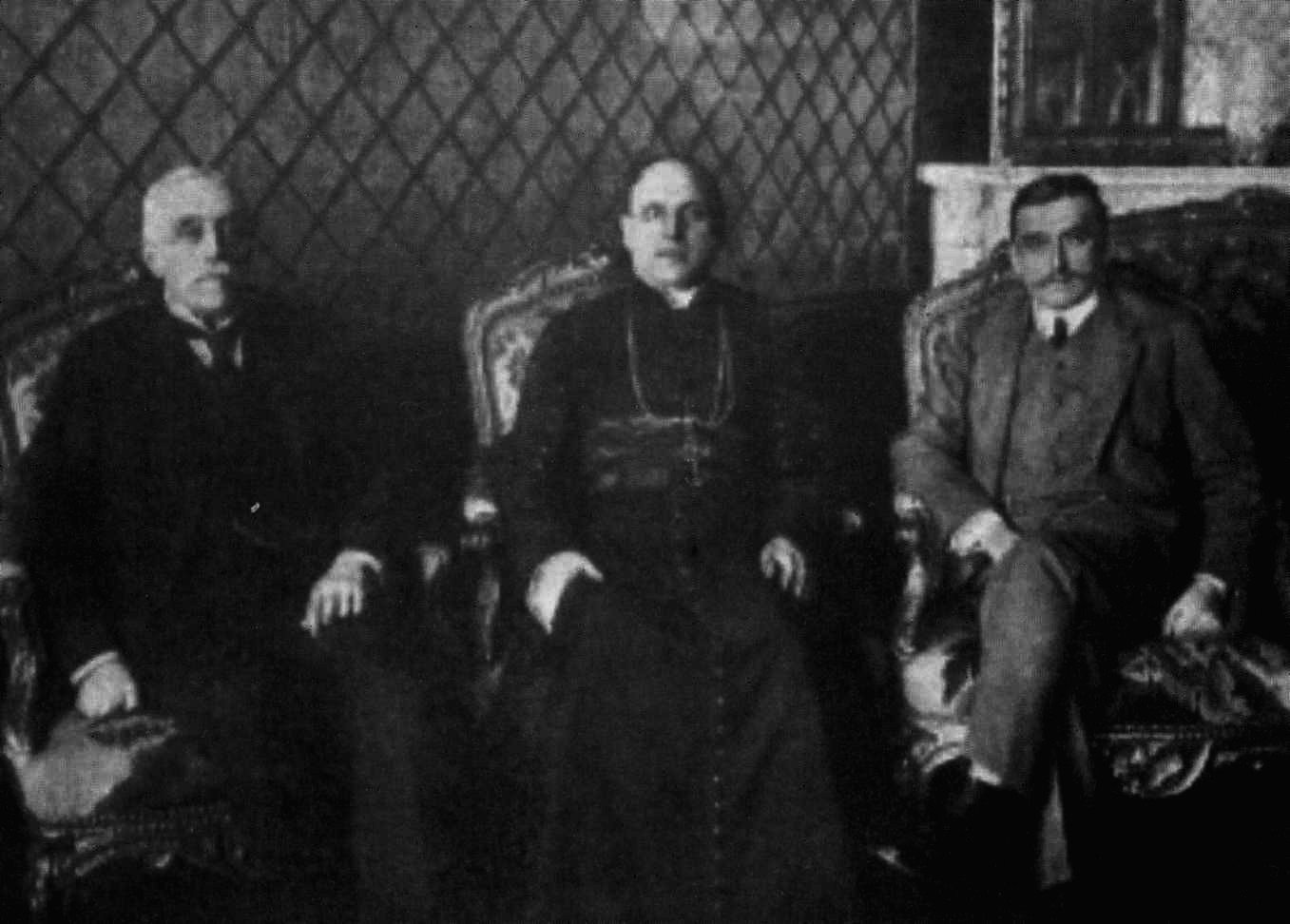
Hrabia Ostrowski jako członek Rady Regencyjnej (pierwszy od lewej)

Józef August Ostrowski herbu Korab (ur. 21 stycznia 1850 w Maluszynie, zm. 20 czerwca 1923 tamże) – polski ziemianin i polityk konserwatywno-liberalny, prezes Stronnictwa Polityki Realnej, członek Rady Regencyjnej Królestwa Polskiego.

## Życiorys
Był trzecim z pięciorga rodzeństwa, synem prezesa Towarzystwa Kredytowego Ziemskiego Aleksandra Ostrowskiego i Heleny z Morsztynów.
Ukończył gimnazjum w Warszawie. Następnie studiował na Wydziale Prawa Szkoły Głównej Warszawskiej i Cesarskiego Uniwersytetu Warszawskiego. Edukację tę ukończył w 1870 roku z tytułem kandydata praw. Później uzupełniał jeszcze studia w Niemczech. Był słuchaczem na Uniwersytecie Berlińskim oraz na Wydziale Rolniczym Uniwersytetów w Halle i Hohenheim. 
Sędzia gminny w Piotrkowie Trybunalskim, członek Towarzystwa Kredytowego Ziemskiego. W 1905 współzałożyciel, a następnie pierwszy prezes Stronnictwa Polityki Realnej. 
Od 27 października 1917 roku do 14 listopada 1918 roku był członkiem Rady Regencyjnej Królestwa Polskiego. Wraz z prałatem Zygmuntem Chełmickim był autorem większości orędzi publikowanych przez Radę Regencyjną. 11 listopada 1918 w jego warszawskim mieszkaniu odbyło się przekazanie władzy wojskowej, a 14 listopada 1918 władzy cywilnej Józefowi Piłsudskiemu przez Radę Regencyjną.
Od 1896 właściciel dóbr Maluszyn. Był ostatnim męskim przedstawicielem maluszyńskiej linii rodu Ostrowskich. Nie założył rodziny. Zmarł w 1923 w pałacu w Maluszynie. Po jego śmierci dobra ziemskie odziedziczył po nim Henryk Potocki z Koniecpola.